# Gerardo Pelusso
Gerardo Cono Pelusso Boyrie (Florida, 25 febbraio 1954) è un ex calciatore e allenatore di calcio uruguaiano, di ruolo centrocampista.

## Caratteristiche tecniche
Giocava come centrocampista difensivo.

## Palmarès

### Giocatore

#### Competizioni nazionali
- Campionato uruguaiano: 2

Nacional: 1970, 1971

#### Competizioni internazionali
- Coppa Libertadores: 1

Nacional: 1971
- Coppa Intercontinentale: 1

Nacional: 1971
- Coppa Interamericana: 1

Nacional: 1971

### Allenatore

#### Competizioni nazionali
- Campionato uruguaiano: 2

Danubio: 2004
Nacional: 2008-2009
- Campionato peruviano: 1

Alianza Lima: 2006
- Campionato paraguaiano: 1

Olimpia: Clausura 2011
- Campionato colombiano: 1

Ind. Santa Fe: 2016-II
- Liguilla Pre-Libertadores de América: 1

Nacional: 2007-2008
- Súper Liga: 1

Ind. Santa Fe: 2015
- Primera B: 1

Dep. Iquique: Clausura 1997

#### Competizioni internazionali
- Coppa Sudamericana: 1

Ind. Santa Fe: 2015
- Coppa Suruga Bank: 1

Ind. Santa Fe: 2016